# Louis Feldmann
Louis Feldmann (* 12. Juni 1856 in Itzehoe; † 28. März 1928 in Düsseldorf) war ein deutscher Maler religiöser Themen.

## Leben
Feldmann studierte nach dem Abitur in Münster von 1877 bis 1891 (unterbrochen durch den Militärdienst von 1878 bis 1880) an der Königlich-Preußischen Kunstakademie Düsseldorf bei Eduard von Gebhardt. Nach dem Studium unternahm er 1890/1891 Studienreisen in die Niederlande, nach Belgien, Großbritannien und Italien. Er war seit 1889 Mitglied des Düsseldorfer „Malkastens“. Seine Werke waren fast ausschließlich religiösen und historischen Themen gewidmet. Er fertigte auch Wandmalereien und wählte Stoffe aus der Heiligengeschichte. Er war 1885 bis 1886 an der Ausmalung eines Speiseraumes im Haus seines Lehrers von Gebhardt beteiligt und fertigte unter dessen Leitung Bilder in der Apsis der altlutherischen Kirche in Düsseldorf, schuf aber auch Altar- und Porträtbilder.
Feldmann heiratete 1888 Therese Mooren (1864–1920). Aus der Ehe gingen 4 Kinder hervor.

## Werke (Auswahl)

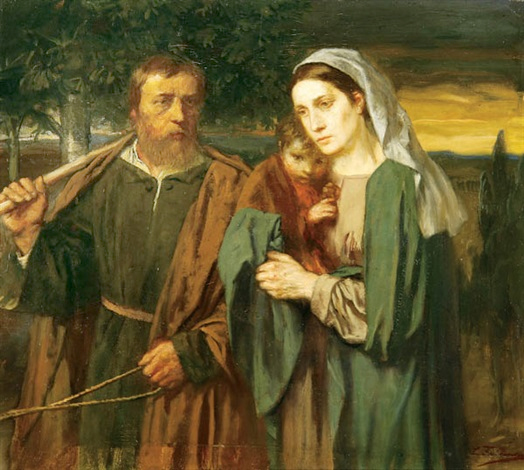
Flucht nach Ägypten

- 1881/1882: Wandgemälde im Dom in Münster: Legende aus dem Leben der Heil. Ludgerus und. Bonifazius, Aussendung der Engel
- 1887: Der ungläubige Thomas
- 1890: Auffindung des hl. Kreuzes (Altarbild, katholische Kirche in Ehrenbreitstein)
- 1893: Jesus und die weinenden Frauen
- 1900–1906: 14 Kreuzwegstationen für St. Rochus in Düsseldorf, St. Heribert in Köln-Deutz und Dortmund
- 1907: Kreuzwegbilder für die Propsteikirche in Dortmund
- 1908: Porträt der Gräfin Droste-Vischering